# Nemotelus stuckenbergi
Nemotelus stuckenbergi är en tvåvingeart som beskrevs av Lindner 1965. Nemotelus stuckenbergi ingår i släktet Nemotelus och familjen vapenflugor. Inga underarter finns listade i Catalogue of Life.